# Differentielle Rotation
Von differentieller Rotation (Superrotation) spricht man, wenn die Winkelgeschwindigkeit eines rotierenden Körpers/Systems je nach Breitengrad des betrachteten Punktes oder seiner Entfernung von der Rotationsachse unterschiedlich ist, der Körper sich also nicht überall gleich schnell dreht.
Eine differentielle Rotation ist immer mit einer Scherung verbunden. Dies ist bei Festkörpern nicht möglich.

## Beispiele

### Allgemein
Zum Beispiel befinden sich die Oberflächen der Sonne, des Jupiter und des Saturn in differentieller Rotation. Die Regionen nahe am Äquator drehen sich merklich schneller als jene im Bereich der Pole. Üblicherweise haben Galaxien, Akkretionsscheiben und Protosterne ebenfalls eine differentielle Rotation.

### Erde
Die differentielle Rotation zwischen Erdkern und Erdmantel wird als Folge von Strömungen durch den Geodynamo angenommen, der das Erdmagnetfeld aufbaut. Das heißt, dass die Superrotation wahrscheinlich eine Folge, aber nicht die Ursache des Geodynamos ist.

### Unser Sonnensystem
Ein Beispiel für differentielle Rotation ist das Sonnensystem: fast alle Masse ist im Zentralkörper – der Sonne – vereint und die Planeten kreisen in nahezu Kreisbahnen (allgemein: in Keplerbahnen) um sie. Die keplerschen Gesetze beschreiben die Bewegung: Je näher sich ein Körper zur Zentralmasse befindet, desto schneller (sowohl Bahngeschwindigkeit als auch Winkelgeschwindigkeit) muss er sich bewegen, wenn er sich in einer konstanten/stabilen Bahn bewegen will. Für diese Bahnen ergibt sich:
{\displaystyle v(r)={\sqrt {\frac {GM}{r}}}}
{\displaystyle v}: Bahngeschwindigkeit
{\displaystyle G}: Gravitationskonstante
{\displaystyle r}: große Halbachse/Radius
{\displaystyle M}: Sonnenmasse (Planetenmasse vernachlässigbar gegenüber {\displaystyle M})
mit {\displaystyle v=\omega r} folgt also:
{\displaystyle \omega (r)={\frac {v(r)}{r}}={\sqrt {\frac {GM}{r^{3}}}}}
{\displaystyle \omega }: Winkelgeschwindigkeit
Es ergibt sich also:
{\displaystyle v(r)\sim {\frac {1}{\sqrt {r}}}}
{\displaystyle \omega (r)\sim {\frac {1}{\sqrt {r^{3}}}}}

### Die Eigenrotation der Sonne und der Gasplaneten
Bei der Sonne und den Gasplaneten weisen die äquatorialen Regionen eine kürzere Rotationsperiode als die Pole auf.
Die Ursache ist vermutlich, dass es sich nicht um starre Himmelskörper handelt und der Drehimpuls auf Grund thermischer Prozesse in die Regionen mit dem größten Radius gedrängt wird, weil alle Materie, die sich auf Grund thermischer Bewegungen überdurchschnittlich schnell in Umlaufrichtung bewegt, durch die gleichzeitig höheren Fliehkräfte nach außen drängt.

### Die Milchstraße
Im Jahr 1927 hat der niederländische Astronom Jan Hendrik Oort gezeigt, dass unsere Galaxie, die Milchstraße, sich in differentieller Rotation befindet: die Sterne in Nähe des Zentrums besitzen eine größere Winkelgeschwindigkeit als jene in den Außenregionen (Rotationskurve, Oortsche Rotationsformeln). 
Aus den Bahngeschwindigkeiten lassen sich über das Newtonsche Gravitationsgesetz Rückschlüsse auf die Masseverteilung einer Galaxie ziehen. Dabei zeigt sich, dass die Bahngeschwindigkeiten innerhalb einer Galaxie nach außen hin nicht abnehmen, was aufgrund der Verteilung der sichtbaren Materie zu vermuten wäre, bei einigen Galaxien steigen sie sogar leicht an. Die Unterschiede zwischen beobachteten Bahngeschwindigkeiten und berechneten Werten führten letztendlich zu der Vermutung, es müsse neben der sichtbaren noch eine andere Form von Materie geben, die nichtbeobachtbare Dunkle Materie.

Eine andere Theorie versucht diesen Unterschied durch eine Modifikation des Newtonschen Bewegungsgesetzes zu erklären (sog. Modifizierte Newtonsche Dynamik).